# Cumbres Mayores
Cumbres Mayores település Spanyolországban, Huelva tartományban. Cumbres Mayores Fuentes de León, Hinojales, Cortelazor, Valdelarco, La Nava, Cumbres de San Bartolomé, Cumbres de Enmedio, Higuera la Real és Fregenal de la Sierra községekkel határos. Lakosainak száma 1729 fő (2024).

## Népesség
A település népessége az utóbbi években az alábbiak szerint változott:
| Lakosok száma | 2085 | 2001 | 2024 | 1970 | 1930 | 1872 | 1827 | 1755 | 1734 | 1729 |
|               | 2001 | 2004 | 2006 | 2009 | 2011 | 2014 | 2016 | 2019 | 2021 | 2024 |